# Vivian Hunter Galbraith
Vivian Hunter Galbraith, FBA (* 15. Dezember 1889 in Sheffield, Vereinigtes Königreich; † 25. November 1976 in Oxford, Vereinigtes Königreich) war ein englischer Historiker, Fellow der British Academy und Regius Professor of Modern History in Oxford.

## Leben und Wirken
Vivian Hunter Galbraith wurde als Sohn von David Galbraith und Eliza Davidson McIntosh geboren. Sein Vater arbeitete als Sekretär eines Stahlwerks. Er zog mit seiner Familie nach London und besuchte die Highgate School von 1902 bis 1906, bis seine Familie nach Manchester übersiedelte. An der dortigen Universität Manchester nahm er 1907 ein Geschichtsstudium auf. Zu seinen Lehrern zählten Maurice Powicke, Thomas Frederik Tout und James Tait. Galbraith schrieb später mit Tout und Tait einen Artikel für das Dictionary of National Biography im Rahmen einer Vorlesungsreihe zur „Modernen Geschichte“ an der Universität Manchester. 1910 und gewann er das Brackenbury-Stipendium am Balliol College in Oxford. Für seine Arbeit über die Geschichte von St Albans erhielt er 1911 in Oxford den Stanhope Preis.
Später wurde Galbraith Langton Research Fellow an der Universität Manchester. Sein Forschungsthema war die Geschichte der Stadt Bury St Edmunds. Nach Ausbruch des Ersten Weltkrieges meldete er sich im Januar 1915 als Kriegsfreiwilliger und diente als Kompaniechef im Regiment der Königin. Nach den Kämpfen in Palästina 1917 wurde er mit dem Croix de guerre ausgezeichnet.
Im Januar 1919 nahm Galbraith seine Lehrtätigkeit wieder auf. Er war zunächst Dozent in Manchester und führte seine früheren Forschungsarbeiten in London vermittels eines Langton Forschungsstipendiums fort. Er arbeitete ab 1921 am Public Record Office (1838–2003 das "Nationalarchiv" des Vereinigten Königreichs), wo er Zugriff auf zahlreiche mittelalterliche Dokumente hatte. 1927 veröffentlichte er The Anonimalle Chronicle 1333 to 1381. From a MS. written at St. Mary's abbey, York.
Im Juni 1921 heiratete er Georgina Rosalie, Tochter von Lyster Cole Baker.

### Leben in Oxford
Im Jahr 1928 wurde Galbraith Dozent in Oxford und Tutorial Fellow des Balliol College. Als Frucht dieser Tätigkeit veröffentlichte er 1937 eine Edition der Chronik von St Albans (von 1406 bis 1420). Im selben Jahr übernahm er den Lehrstuhl für Geschichte an der Universität Edinburgh, im Jahr 1939 wurde er Fellow der British Academy.
Galbraith wurde im Jahr 1944 Direktor des Institute of Historical Research in London. 1948 folgte er Maurice Powicke als Regius Professor für Neue Geschichte am Balliol College. Letzteres ernannte ihn 1957 zum Ehrenmitglied, das Oriel-College folgte 1958.
Zu Galbraiths Forschungsschwerpunkten zählte u. a. die die Geschichte des Domesday Book (The Making of Domesday Book, Oxford, 1961).
Galbraith starb am 25. September 1967 im Alter von 87 Jahren in Oxford.